# Кармрашен (Вайоц-Дзор)
Кармрашен (вірм. Կարմրաշեն) — село в марзі Вайоц-Дзор, на півдні Вірменії. Село розташоване на річці Гергер (ліва притока Арпи), за 18 км на північний схід від міста Вайк, за 4 км на північ від села Гергер та за 8 км на південний схід від села Гохтанік.
29 березня 2006 р. в результаті танення снігів серйозно постраждав будинок одного з жителів села. Під натиском підталого снігу впав дах будинку, є руйнування в хліві і пекарні. Загальна площа пошкодження склала 288 кв.м.